# Laurence Guillou
Pour les articles homonymes, voir Guillou.
Laurence Guillou est une nageuse française née le 1er octobre 1969 à Bordeaux.

## Biographie
Elle est membre de l'équipe de France aux Jeux olympiques d'été de 1988 à Séoul, où elle échoue en séries de qualification du 100 mètres dos et du relais 4x100 mètres quatre nages.
Elle a été championne de France de natation en grand bassin sur 50 mètres dos à deux reprises (été 1986 et hiver 1987), 100 mètres dos à huit reprises (été 1984, hiver 1985, été 1987, hiver et été 1988, hiver et été 1989, été 1990) et 200 mètres dos à cinq reprises (été 1987, hiver et été 1989, hiver et été 1990)
En club, elle a été licenciée au Stade poitevin et à l'EN Tours.